# Douala
Douala je najveći grad u Kamerunu i njegova gospodarska predstolnica. Također je i glavni grad Kamerunske primorske regije. Dom najveće luke Središnje Afrike, i glavne međunarodne zračne luke, Međunarodne zračne luke Douala, komercijalni je i gospodarski glavni grad Kameruna i cijele regije CEMAC koja obuhvata Gabon, Kongo, Čad, Ekvatorijalnu Gvineju, Srednjoafričku Republiku i Kamerun. Posljedično, upravlja većinom glavnih izvoznih proizvoda, kao što su ulje, kakao i kava, drvo, metali i voće. Od 2015. grad i njegova okolica imali su procjenjenu populaciju od 5.768.400. Grad se nalazi na ušću rijeke Wouri, a klima mu je tropska.  

## Zemljopis

### Zemljopisni položaj i smještaj
Grad se smjestio na rijeci Wouri, na 24 kilometra udaljenosti od ušća u Atlantik. Gradska luka koja se nalazi na delti rijeke predstavlja glavnu luku na razmeđi Zapadne i Srednje Afrike.
Grad se prostire na 210 km² duž obje obale rijeke, koje su povezane samo jednim cestovnim mostom. Veći dio Douale leži na lijevoj obali Wourija. Gustoća naseljenosti iznosi 7.117,6 stan./km².

### Klima
Douala leži u zoni tropske klime. Vruću i vlažnu, lokalnu klimu karakterizira približno podjednaka temperatura tijekom cijele godine, koja se kreće oko 26°, te iznimno obilne padaline, posebno tijekom kišnog razdoblja, od lipnja do listopada. Suho se pak razdoblje proteže od studenog do ožujka. Vlažnost zraka kreće se oko 80% u suhom i 99% u kišnom razdoblju.
Ovakva klima osobito pogoduje razmnožavanju komaraca pa tako i širenju malarije.

### Prosječne mjesečne padaline i temperature
| Mjesec | sij  | velj | ožu  | tra  | Svi  | lip  | srp  | kol  | ruj  | lis  | stu  | pro  | Godišnji prosjek |
| ------ | ---- | ---- | ---- | ---- | ---- | ---- | ---- | ---- | ---- | ---- | ---- | ---- | ---------------- |
| [mm]   | 37   | 65   | 175  | 231  | 264  | 426  | 671  | 786  | 601  | 408  | 150  | 33   | 3847             |
| [° C]  | 26,8 | 27,6 | 27,2 | 27,0 | 26,8 | 25,7 | 24,8 | 24,6 | 25,1 | 25,5 | 26,4 | 26,8 | 26,2             |

## Povijest
Prvobitno je prostor današnjeg grada bio močvarno područje. Prvi Europljani koji su oko 1472. posjetili ovo područje bili su Portugalci. Do 1650. doseljenici iz unutrašnjosti koji su govorili duala jezikom osnovali su na ovome mjestu grad, koji je kasnije, tijekom 18. i 19. stoljeća, bio središte transatlantske trgovine robovima, osobito s portugalskim trgovcima. Od 1860. glavni izvozni proizvod u trgovini s Europljanima bilo je palmino ulje.
Godine 1884. Gustav Nachtigal (1834. – 1885.) sklopio je u ime kancelara Njemačkog Carstva tzv. Schutzvertrag ("Ugovor o zaštiti") s Akwom i Bellom, kraljevima Douala naroda, pa je Kamerun tako postao njemački protektorat. Prije tog događaja grad je bio poznat pod imenom Cameroons Town; prema tome imenu, Kamerunstadt je otada glavni grad Njemačkog Kameruna. Grad je tu funkciju ispunjavao od 1885. do 1901., kada je glavni grad postala Buea, jer je Nijemcima u tome gradu klima znatno više odgovarala. Godine 1907. dotadašnji Kamerunstadt preimenovan je u Douala, a 1919. je postao dio Francuskog Kameruna. Francuzi su 1920. premjestili glavni grad u Yaoundé, koji je od tog vremena upravno središte zemlje, osim u razdoblju od 1940. do 1946., kada je Douala opet nakratko bila glavni grad Kameruna.
Grad Nkongsamba nalazio se na kraju 172 km duge željezničke pruge koju su izgradili Nijemci 1912. i kojom su se u luku Doualu dovozili brojni proizvodi iz unutrašnjosti.

## Demografija
S 1,9 milijuna stanovnika, Douala je najveći grad u Kamerunu. Grad je ime dobio prema plemenu istog naziva - Douala – koje ga je osnovalo. Međutim, Douala je danas urbani mozaik različitih etničkih skupina iz cijelog Kameruna, s obzirom na to da je nagli demografski rast posljednjih desetljeća uslijedio kao posljedica ruralnog egzodusa stotina tisuća Kamerunaca, koji su masovno napuštali sela i dolazili u veće gradove. Šire gradsko područje tako ima 1.940.000 stanovnika, što je u skladu s neslužbenim, ali znatno realističnijim procjenama, prema kojima je grad već dostigao brojku od 2 milijuna stanovnika.

### Kretanje broja stanovnika
| Godina          | 1916.  | 1920.  | 1924.  | 1927.  | 1931.  | 1933.  | 1935.  | 1937.  | 1939.  | 1941.  |
| Broj stanovnika | 29.400 | 26.400 | 44.500 | 54.600 | 37.000 | 52.600 | 56.500 | 79.400 | 69.800 | 76.700 |

| Godina          | 1944.  | 1947.   | 1949.  | 1954.   | 1956.   | 1976.   | 1987.   | 1991.   | 1999.     | 2005.     |
| Broj stanovnika | 73.800 | 115.500 | 77.600 | 192.400 | 224.300 | 637.000 | 810.000 | 884.000 | 1.448.300 | 1.907.479 |

## Šport
- nogometni klub Union Douala

## Uprava
Douala se sastoji od 120 gradskih četvrti podijeljenih u 6 gradskih okruga. Svaka četvrt je posebna, pravi mali grad u gradu.

## Vanjske poveznice
- Bonaberi.com (fr.)